# Richard McGregor

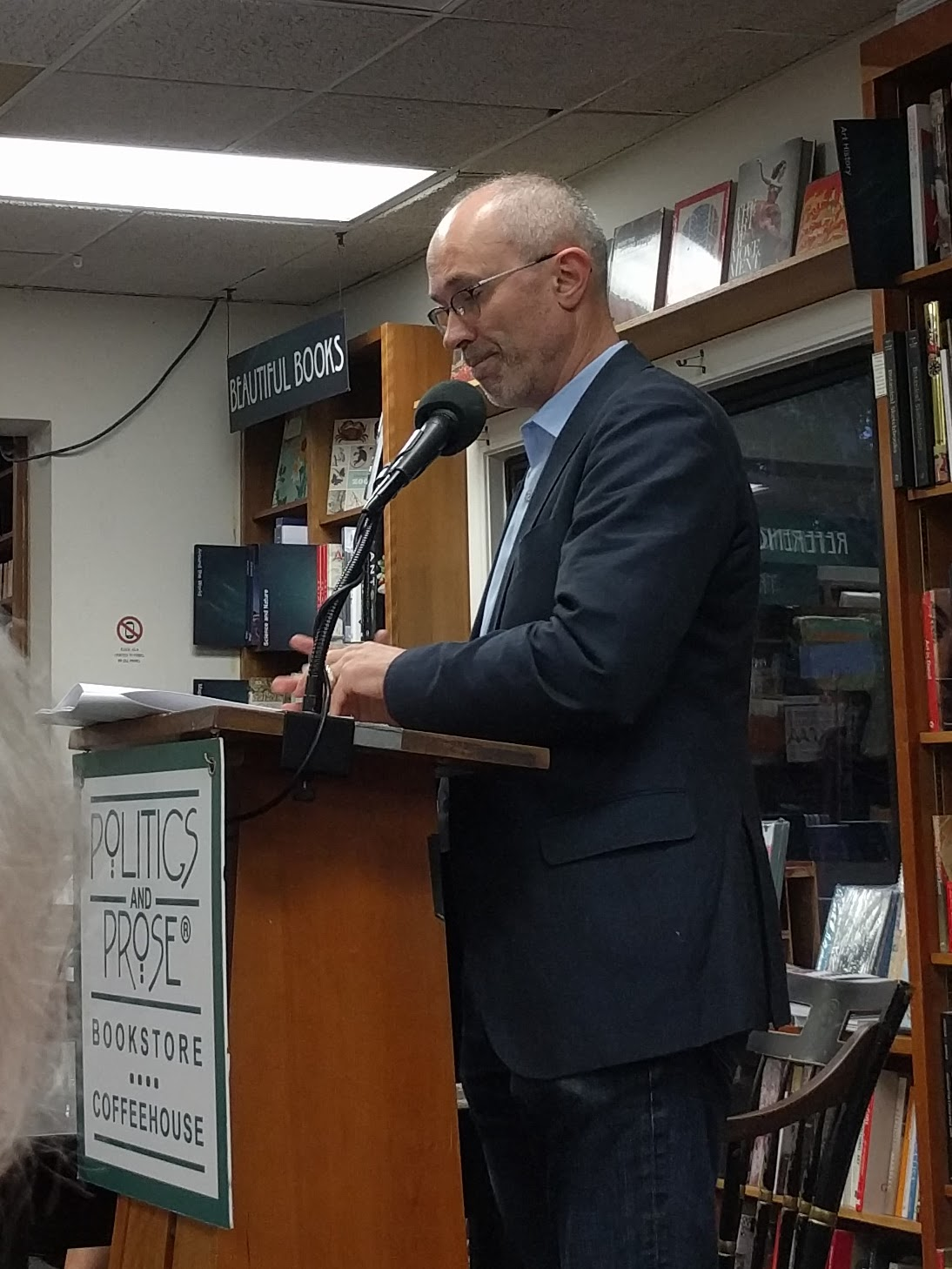
Richard McGregor

Richard McGregor (* 1958 in Sydney, Australien) ist ein australischer Journalist und Autor.

## Leben
Richard McGregor wurde in Sydney, Australien geboren. Er arbeitete als leitender Politikredakteur, Japan- und Chinakorrespondent für The Australian. Außerdem arbeitete er für die International Herald Tribune, den BBC und die Far Eastern Economic Review.
Als Journalist war er in Taiwan, Sydney, Canberra und Melbourne tätig.
Seit 2011 ist er der Büroleiter für die Financial Times in Washington, D.C., USA.
Richard McGregor gilt als einer der besten Auslandsjournalisten, der jemals über China geschrieben hat.

## Werke (Auswahl)
chronologisch aufsteigend
- Japan swings. politics, culture and sex in the new Japan. Allen & Unwin, St. Leonards, N.S.W. 1996, ISBN 1-86448-077-7.
- Richard McGregor: The Party. The Secret World of China’s Communist Rulers. HarperCollins, New York 2010, ISBN 978-0-06-170877-0 (englisch, Teilansicht in der Google-Buchsuche – Original publiziert durch Allen Lane, Penguin Books, London 2010 – ISBN 978-1-84614-173-7).
- Der rote Apparat. Chinas Kommunisten. Matthes & Seitz, Berlin 2012, ISBN 978-3-88221-988-3. (Übersetzer: Ilse Utz).
- Asia‘s Reckoning: China, Japan and the Fate of U.S. Power in the Pacific Century. First published by Viking Penguin, USA 2017, Penguin Random House; Penguin Books, USA 2018, ISBN 978-0-399-56269-3

## Auszeichnungen (Auswahl)
- 2008 SOPA Award in 2008 for Editorial Intelligences (Society of Publishers in Asia)[5]
- 2010 SOPA Editorial Excellence Award für die Berichte über die Unruhen in Xinjiang (Society of Publishers in Asia)[8][5]
- 2011 Bernard Schwartz Book Award für The Party[9]